# Tenuiphantes zelatus
Tenuiphantes zelatus là một loài nhện trong họ Linyphiidae.
Loài này thuộc chi Tenuiphantes. Tenuiphantes zelatus được miêu tả năm 1937 bởi Zorsch.